# Foxi Kéthévoama
Foxi Kéthévoama (* 30. Mai 1986 in Bangui) ist ein zentralafrikanischer ehemaliger Fußballnationalspieler.

## Laufbahn

### Verein
Foxi Kéthévoama begann seine Karriere in seinem Heimatland beim DFC8. 2004 wechselte er nach Gabun zum Stade d'Akébé, wo er in 15 Spielen und 15 Tore erzielte. Die nächsten drei Saisons verbrachte er ebenfalls in Gabun beim FC 105 Libreville. Danach folgte der Wechsel nach Ungarn zunächst zum Diósgyőri VTK und anschließend zum Újpest Budapest. Von 2010 bis 2012 stand der Stürmer beim Kecskeméti TE unter Vertrag und wechselte 2012 zum kasachischen Verein FK Astana.
Im Frühjahr 2016 verpflichtete der türkische Zweitligist Büyükşehir Gaziantepspor. Bereits zum Sommer 2016 verließ er diesen Verein und wechselte innerhalb der Liga zu Balıkesirspor.

### Nationalmannschaft
Kéthévoama spielt seit 2002 für die zentralafrikanische Nationalmannschaft.

## Erfolge
- Kasachischer Meister: 2014, 2015
- Toptorschütze in Kasachstan 2014 mit 16 Treffern